# 辐射方向图

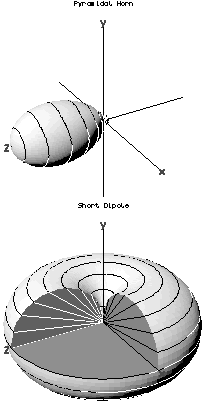
三维天线辐射图案。在任何方向上从原点的径向距离，表示在该方向的辐射的强度。上图是喇叭天线的指向模式，下图是偶极天线的全向模式。

辐射方向图（radiation pattern），也称为天线方向图（antenna pattern）、远场輻射图（far-field pattern），是一个在天线设计领域的术语。它是描述天线或其它信号源发出无线电波的强度与方向（角度）之间依赖关系的图形。
对于线性极化天线，常用E平面方向图（E-plane）和H平面方向图（H-plane）两个图来表示。
- 八木天线辐射方向图中，E平面与H平面之间的关系
- 偶极天线辐射方向图中，E平面与H平面之间的关系